# Obozivka, Pohrebîșce
Obozivka (în ucraineană Обозівка) este un sat în comuna Zbarjivka din raionul Pohrebîșce, regiunea Vinnița, Ucraina.

## Demografie
Componența lingvistică a localității Obozivka
     Ucraineană (100%)
Conform recensământului din 2001, toată populația localității Obozivka era vorbitoare de ucraineană (100%).